# Championnats Banque Nationale de Granby 2022
Il Championnats Banque Nationale de Granby 2022 è stato un torneo di tennis professionistico maschile e femminile. È stata la 27ª edizione del torneo maschile, facente parte della categoria Challenger 80 nell'ambito dell'ATP Challenger Tour 2022, con un montepremi di 53 120 $. È stata invece la 10ª edizione del torneo femminile, la prima facente parte della categoria WTA 250 con un montepremi di 251 750 $. Si è svolta dal 22 al 28 agosto 2022 sui campi in cemento del Club de tennis des Loisirs de Granby di Granby, in Canada.

## Singolare maschile

### Partecipanti

#### Teste di serie
| Nazionalità     | Giocatore           | Ranking* | Testa di serie |
| --------------- | ------------------- | -------- | -------------- |
| Francia         | Arthur Rinderknech  | 64       | 1              |
| Rep. Ceca       | Jiří Veselý         | 67       | 2              |
| Australia       | Jordan Thompson     | 106      | 3              |
| Stati Uniti     | Stefan Kozlov       | 113      | 4              |
| Francia         | Ugo Humbert         | 155      | 5              |
| Cina            | Shang Juncheng      | 245      | 6              |
| Germania        | Cedrik-Marcel Stebe | 250      | 7              |
| Rep. Dominicana | Nick Hardt          | 268      | 8              |
| Giappone        | Hiroki Moriya       | 286      | 9              |
| Colombia        | Nicolás Mejía       | 289      | 10             |

* Ranking al 15 agosto 2022.

### Altri partecipanti
I seguenti giocatori hanno ricevuto una wild card per il tabellone principale:
- Juan Carlos Aguilar
- Gabriel Diallo
- Marko Stakusic

I seguenti giocatori sono entrati in tabellone come alternate:
- Sekou Bangoura
- Strong Kirchheimer

I seguenti giocatori sono passati dalle qualificazioni:
- Alafia Ayeni
- Justin Boulais
- Colin Markes
- Aidan Mayo
- Dan Martin
- Luke Saville

Il seguente giocatore è entrato in tabellone come lucky loser:
- Osgar O'Hoisin

## Singolare femminile

### Partecipanti

#### Teste di serie
| Nazionalità | Giocatore           | Ranking* | Testa di serie |
| ----------- | ------------------- | -------- | -------------- |
|             | Dar'ja Kasatkina    | 10       | 1              |
| Belgio      | Alison Van Uytvanck | 42       | 2              |
| Italia      | Jasmine Paolini     | 52       | 3              |
| Ungheria    | Anna Bondár         | 55       | 4              |
| Spagna      | Nuria Párrizas Díaz | 62       | 5              |
| Italia      | Lucia Bronzetti     | 66       | 6              |
| Slovenia    | Kaja Juvan          | 67       | 7              |
| Rep. Ceca   | Tereza Martincová   | 71       | 8              |
| Australia   | Daria Saville       | 72       | 9              |
| Ucraina     | Marta Kostjuk       | 74       | 10             |

* Ranking al 15 agosto 2022.

### Altri partecipanti
Le seguenti giocatrici hanno ricevuto una wild card per il tabellone principale:
- Dar'ja Kasatkina
- Victoria Mboko
- Katherine Sebov

La seguente giocatrice è entrata in tabellone come alternate:
- Jamie Loeb

Le seguenti giocatrici sono passate dalle qualificazioni:

- Cadence Brace
- Kayla Cross
- Marina Stakusic
- Lulu Sun

La seguente giocatrice è entrata in tabellone come lucky loser:
- Himeno Sakatsume

### Ritiri
Prima del torneo
- Lucia Bronzetti → sostituita da  Himeno Sakatsume
- Dalma Gálfi → sostituita da  Greet Minnen
- Beatriz Haddad Maia → sostituita da  Rebecca Marino
- Ana Konjuh → sostituita da  Maryna Zanevs'ka
- Arantxa Rus → sostituita da  Jaimee Fourlis
- Alison Van Uytvanck → sostituita da  Jamie Loeb

## Doppio femminile

### Teste di serie
| Nazione  | Giocatrice       | Nazione       | Giocatrice        | Rank1 | Seed |
| -------- | ---------------- | ------------- | ----------------- | ----- | ---- |
| Polonia  | Alicja Rosolska  | Nuova Zelanda | Erin Routliffe    | 69    | 1    |
| Romania  | Monica Niculescu | Romania       | Raluca Olaru      | 99    | 2    |
| Ungheria | Anna Bondár      | Belgio        | Greet Minnen      | 105   | 3    |
| Ucraina  | Nadiia Kičenok   | Slovacchia    | Tereza Mihalíková | 133   | 4    |

* Ranking al 15 agosto 2022.

### Altri partecipanti
Le seguenti coppie hanno ricevuto una wild card per il tabellone principale:
- Cadence Brace /  Marina Stakusic
- Kayla Cross /  Victoria Mboko

### Ritiri
Prima del torneo
- Ulrikke Eikeri /  Catherine Harrison → sostituite da  Ulrikke Eikeri /  Danka Kovinić
- Storm Sanders /  Ena Shibahara → sostituite da  Daria Saville /  Ena Shibahara
- Panna Udvardy /  Tamara Zidanšek → sostituite da  Tímea Babos /  Angela Kulikov
- Rosalie van der Hoek /  Alison Van Uytvanck → sostituite da  Paula Kania-Choduń /  Renata Voráčová

## Campioni

### Singolare maschile
Gabriel Diallo ha sconfitto in finale  Shang Juncheng con il punteggio di 7–5, 7–6(5).

### Singolare femminile
Dar'ja Kasatkina ha sconfitto in finale  Daria Saville con il punteggio di 6–4, 6–4.
- È il sesto titolo in carriera per Kasatkina, il secondo della stagione.

### Doppio maschile
Julian Cash /  Henry Patten hanno sconfitto in finale  Jonathan Eysseric /  Artem Sitak con il punteggio di 6–3, 6–2.

### Doppio femminile
Alicia Barnett /  Olivia Nicholls hanno sconfitto in finale  Harriet Dart /  Rosalie van der Hoek con il punteggio di 5–7, 6–3, [10–1].